# Agelasta tonkinea palminsulana
Agelasta tonkinea palminsulana es una especie de escarabajo longicornio del género Agelasta, categorizada en la tribu Mesosini, de la subfamilia Lamiinae. Fue descrita por Gressitt en 1940.

## Descripción
Mide 11,2 mm de longitud.

## Distribución
Se distribuye por Asia: China.